# مطار غازي باشا
مطار غازي باشا (بالتركية: Gazipaşa-Alanya Havalimanı) هو مطار في الخدمة في غازي باشا وأنامور وألانيا و Kargıcak و Kestel و Payallar وأفسالار [الإنجليزية] و Okurcalar و Kızılağaç والمناطق الجانبية في محافظة أنطاليا في تركيا. افتتح المطار للرحلات الداخلية في يوليو 2010 برحلات يومية من إسطنبول مع بوراجيت. بدأت الرحلات الدولية في موسم العطلات 2011، برحلات جوية من أمستردام. يبعد المطار الجديد 30 دقيقة فقط عن طريق البر من ألانيا مقارنة بوقت سفر مدته ساعتان بين ألانيا ومطار أنطاليا، والذي كان في السابق أقرب مطار، على بعد 120 كم.

## شركات الطيران
| شركـات طيـران              | الوجهات                                                                                              |
| -------------------------- | --- |
| طيران صربيا                | موسمي عارض: مطار نيكولا تسلا في بلغراد، مطار قسطنطين الأكبر في نيش                                   |
| الأناضول جت                | مطار إيسنبوغا الدولي                                                                                 |
| خطوط بوتا الجوية           | موسمي: مطار حيدر علييف الدولي                                                                        |
| Corendon Airlines          | موسمي: مطار كولونيا بون الدولي                                                                       |
| كوريندون هولاندا           | موسمي: مطار سخيبول أمستردام (تبدأ في 23 أبريل 2023)، Billund، مطار كوبنهاغن                          |
| فين إير                    | موسمي: مطار هلسنكي فانتا                                                                             |
| Freebird Airlines          | موسمي عارض: مطار الإمام الخميني الدولي                                                               |
| GetJet Airlines            | موسمي عارض: مطار فيلنيوس                                                                             |
| آير شاتل النرويجية         | موسمي: Oslo (تبدأ في 6 مايو 2023)                                                                    |
| خطوط بيغاسوس               | مطار صبيحة كوكجن الدولي موسمي: مطار دوموديدوفو الدولي، مطار تبريز الدولي، مطار الإمام الخميني الدولي |
| Pobeda                     | موسمي: مطار فنوكوفو الدولي                                                                           |
| الخطوط الجوية الإسكندنافية | مطار كوبنهاغن، Oslo موسمي: Bergen، مطار ستوكهولم أرلاندا                                             |
| Sunclass Airlines          | موسمي عارض: مطار كوبنهاغن، Oslo، مطار ستوكهولم أرلاندا                                               |
| صن إكسبريس                 | موسمي: مطار كولونيا بون الدولي                                                                       |
| الخطوط الجوية التركية      | مطار إسطنبول الدولي موسمي: Billund، Oslo                                                             |